# Jeffrey Michael Friedman
Jeffrey Michael Friedman (Orlando, 20 de julho de 1954) é um geneticista molecular estadunidense, professor da Universidade Rockefeller em Nova Iorque.

## Prêmios e condecorações
- 1996 Prêmio Heinrich Wieland
- 2001 membro da Academia Nacional de Ciências dos Estados Unidos
- 2005 Prêmio Passano[1]
- 2005 Prêmio Internacional da Fundação Gairdner
- 2005 membro da Academia Real das Ciências da Suécia
- 2007 Danone International Prize for Nutrition
- 2007 Medalha Jessie Stevenson Kovalenko
- 2009 Prêmio Shaw
- 2009 Prêmio de Medicina Keio
- 2010 Prêmio Albert Lasker de Pesquisa Médica Básica<
- 2012 Prêmio Regulação Endócrina
- 2013 Prêmio Internacional Rei Faisal de Medicina
- 2013 membro da Academia de Artes e Ciências dos Estados Unidos
- 2014 Prêmio Zülch
- 2019 Prêmio Wolf de Medicina[2]
- 2020 Breakthrough Prize in Life Sciences[3]